# تشن لي (سياسي صيني)
تشن لي (بالصينية: 陈雷) هو رجل دولة وسياسي صيني، ولد في 1917، وتوفي في 5 ديسمبر 2006. نشط حزبياً في الحزب الشيوعي الصيني.